# 佛得角航空
佛得角航空（葡萄牙語：Transportes Aéreos de Cabo Verde）是非洲佛得角的國家航空公司，經營國內及國際的定期與包機航班，總部設於培亚，樞紐機場為阿米尔卡·加布拉尔国际机场，其服務範圍包括欧洲、南美洲及西非。然而，佛得角政府正準備把公司私營化。

## 歷史
TACV佛得角航空成立於1958年，由佛得角政府全權擁有。1975年7月，隨著佛得角獨立，使它於1983年成為佛得角的國家航空公司，並轉型為公營機構。
TACV現時共有僱員788人。
2009年3月起，TACV在飛安水平上達到IOSA認證水準，故可以不受限制地飛往歐洲。

## 航點及目的地

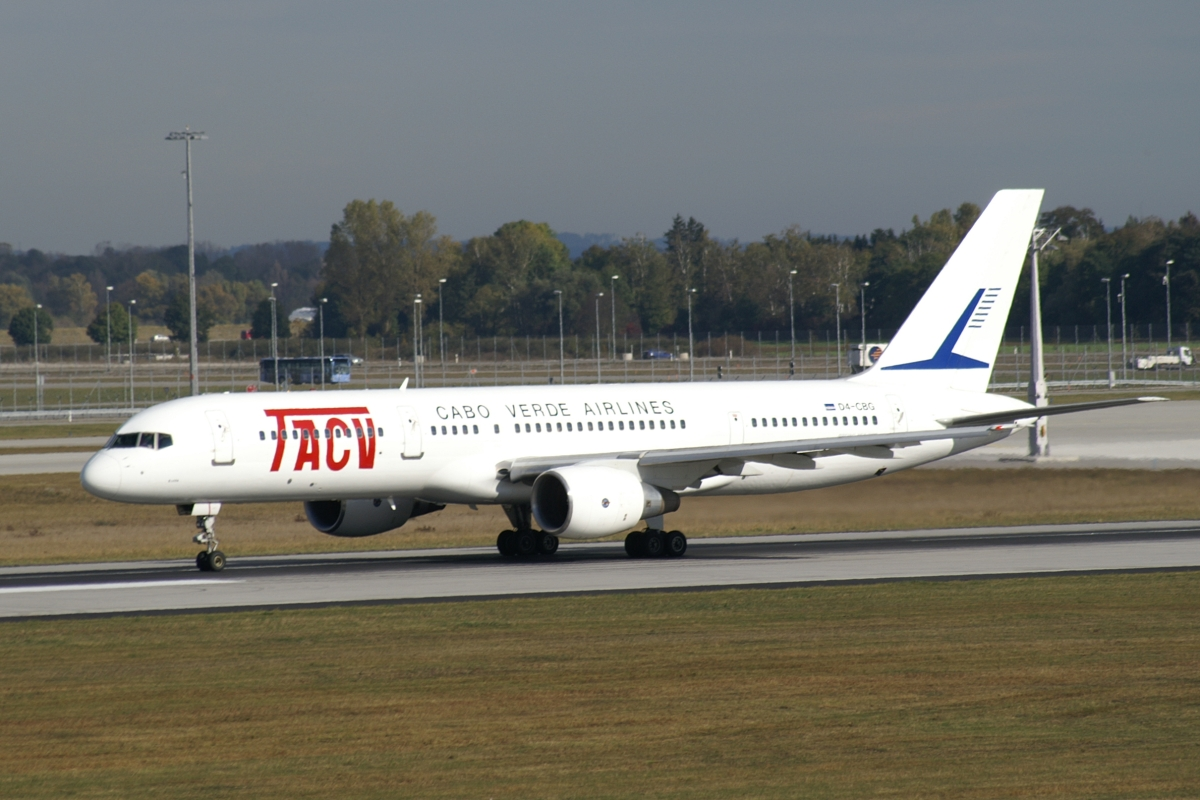
TACV的波音757

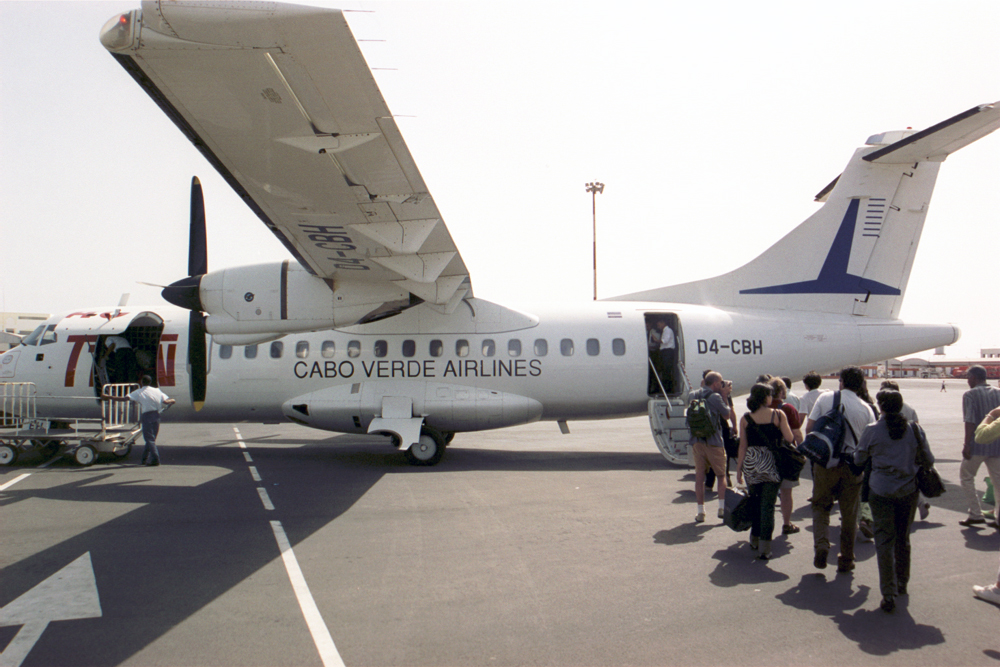
不少遊客選乘TACV穿梭於佛得角各島之間

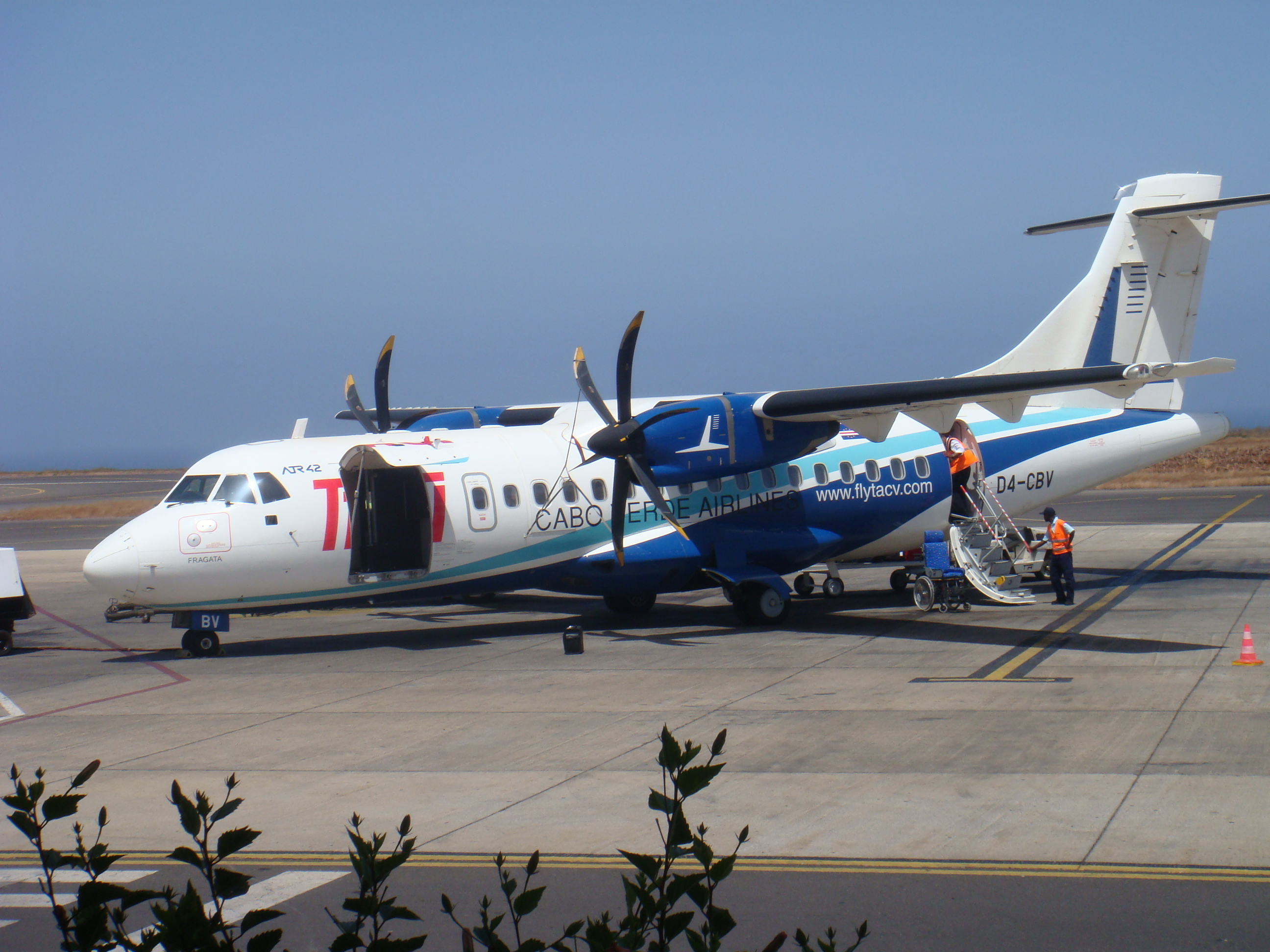
ATR72-500

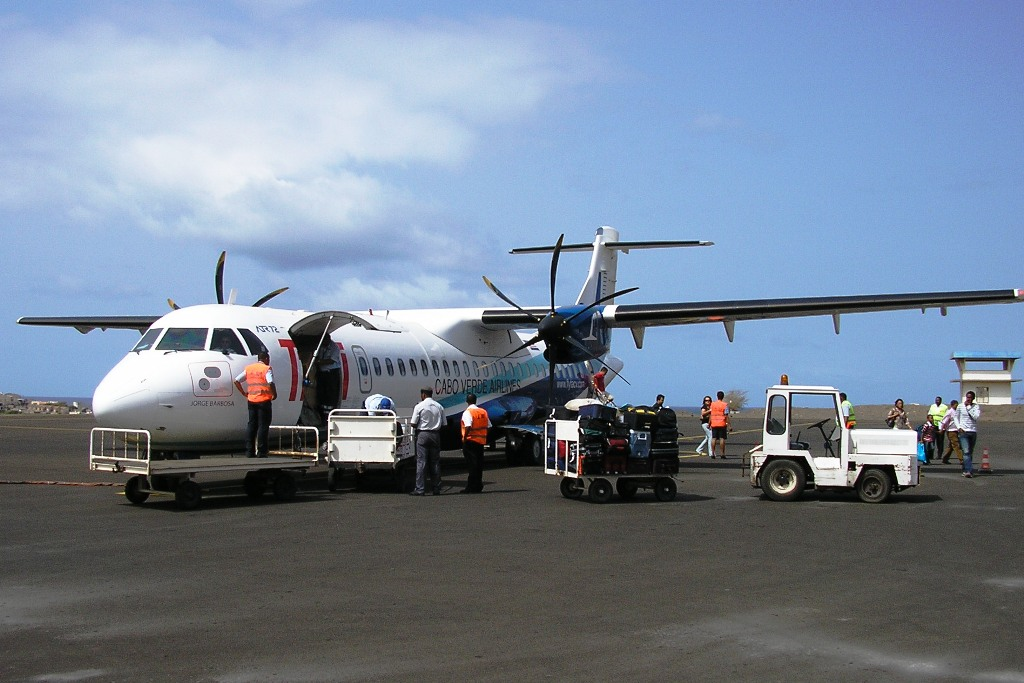
ATR72-500

TACV的目的地如下（截至2009年9月）：

### 非洲
- 佛得角
  - 聖地牙哥島 - 培亞國際機場 樞紐
  - 薩爾島 - 阿米尔卡·加布拉尔国际机场 樞紐
  - 聖維森特島 - 切薩里亞·埃沃拉機場 樞紐
  - 波亞·維斯特亞
  - 科哥
  - 米奧
  - `聖尼科留島

- 冈比亚
  - 班珠爾 - 班珠尔国际机场
- 幾內亞比索
  - 比绍 - 比紹國際機場
- 塞内加尔
  - 達喀爾 - 达喀尔－约夫－利奥波德·塞达尔·桑戈尔国际机场
- 塞拉利昂
  - 弗里敦 - 弗里敦國際機場

### 美洲
- 巴西
  - 福塔雷萨 - 比爾圖·馬丁斯國際機場
- 美國
  - 波士顿 - 洛根國際機場

### 歐洲
- 法国
  - 巴黎 - 戴高樂國際機場
  - 尼斯 - 藍色海岸機場
- 意大利
  - 羅馬 - 達文西國際機場
  - 米蘭 - 奧利奧·塞利奧機場
- 荷兰
  - 阿姆斯特丹 - 史基浦機場
- 葡萄牙
  - 里斯本 - 里斯本機場
  - 波圖 - 范斯高·薩·卡尼洛機場（季節性）
- 西班牙
  - 马德里 - 巴拉哈斯機場（季節性）
  - 拉斯帕尔马斯 - 大加那利机场

## 共享編碼
截至2007年11月，TACV佛得角航空與下列航空公司實施代碼共享：
- TAP葡萄牙航空
- TAAG安哥拉航空
- 塞內加爾國際航空
- 岡比亞國際航空
- Cabo Verde Express

## 機隊
截至2016年12月，TACV佛德角航空機隊平均机龄为11年，详情如下：

## 外部連結
- 官方網站 （葡萄牙文）
- TACV at ATDB: profile, history and events, contacts and management, historical/current/planned aircraft in fleets （页面存档备份，存于）